# ELIZA

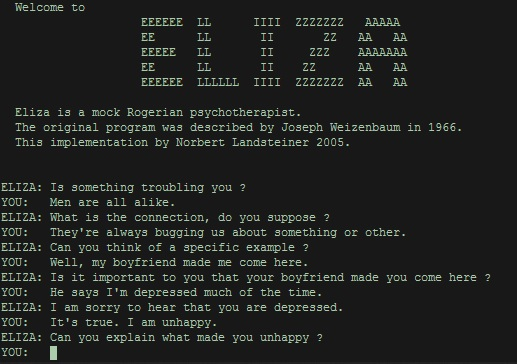
ELIZA와의 대화 모습

ELIZA는 초기의 자연 언어 처리 컴퓨터 프로그램으로, MIT 인공지능 연구소의 조지프 와이젠바움(Joseph Weisenbaum)이 1964년부터 1966년까지 개발했다. 프로그램은 간단한 대화형으로 되어있으며, 가장 유명한 스크립트는 "DOCTOR"라고 불리는 것으로, 사용자는 의사 ELIZA에게 찾아온 환자 역할로 설정되어 프로그램이 간단한 질문에 답하고 묻기도 한다.
간단한 패턴 매칭 수법을 사용하는 초기형 유사 인공지능이나, 일부 사용자는 프로그램임을 알아차리지 못하는 등 튜링 테스트를 통과한 최초의 프로그램으로도 알려져 있다.

## 같이 보기
- 튜링 테스트
- 자연 언어 처리
- 인공지능